# Désiré Desellier
Désiré Lambert Desellier (Châtelet, 17 maart 1885 - Dachau, 12 november 1942) was een Belgisch politicus voor de PCB.

## Levensloop
De handelaar Desellier werd in 1932 verkozen tot gemeenteraadslid in Châtelet. In 1936 werd hij tevens verkozen tot communistisch volksvertegenwoordiger voor het arrondissement Charleroi. Bij de vervroegde verkiezingen van 1939 werd hij herverkozen.
Na juni 1941 trad hij toe tot het Verzet. Na korte tijd werd hij opgepakt en via Mauthausen naar het concentratiekamp van Dachau gestuurd. Hij werd er ingeschreven op 9 januari 1942 en bezweek er aan zijn ontberingen. Zijn overlijden werd pas in november 1945 bevestigd.
Er is een Rue Désiré Desellier in Châtelet.